# IC 2967
IC 2967 ist eine elliptische Galaxie vom Hubble-Typ E im Sternbild Großer Bär am Nordsternhimmel. Sie ist schätzungsweise 302 Millionen Lichtjahre von der Milchstraße entfernt.

Das Objekt wurde am 12. Juni 1896 von Stéphane Javelle entdeckt.